# Кошаринцы (Бершадский район)
Кошаринцы (укр. Кошаринці) — село на Украине, находится в Бершадском районе Винницкой области.
Код КОАТУУ — 0520482303. Население по переписи 2001 года составляет 684 человека. Почтовый индекс — 24411. Телефонный код — 4352.
Занимает площадь 17,42 км².

## Адрес местного совета
24411, Винницкая область, Бершадский р-н, с. Кошаринцы, ул. Октябрьская, 30а

## Известные уроженцы
- Симашкевич, Николай Васильевич —  украинский общественный деятель, педагог. Член Украинской Центральной рады.